# Ceca de Cartago Nova

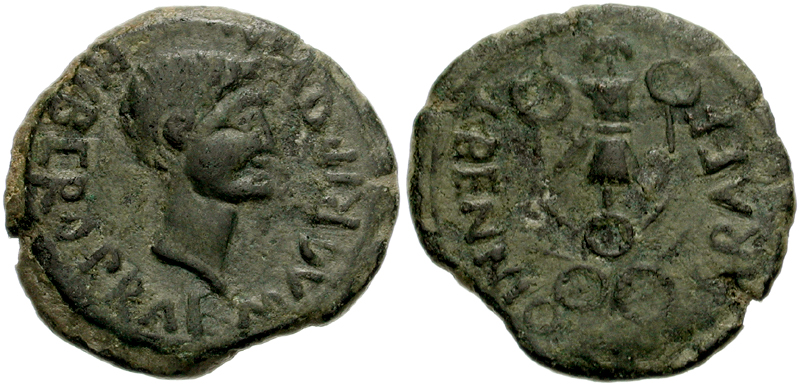
Moneda de Marco Vipsanio Agripa, acuñada en Cartagena durante el
reinado de César Augusto.

La ceca de Cartago Nova se enmarca dentro de las cecas provinciales romanas, aquellas acuñaciones emitidas por colonias, municipios u otras ciudades durante el Imperio romano, caracterizadas por su carácter local, lo que se refleja tanto en sus diseños como en la difusión de sus monedas –localizadas mayoritariamente en el sureste peninsular–, las cuales también son conocidas con el nombre de autónomas, ciudadanas o cívicas. Por lo tanto, Cartago Nova fue una de las 35 colonias que acuñaron moneda entre la muerte de Julio César y el reinado de Claudio. Todo parece indicar que no existía una ceca o taller monetario establecido de forma permanente en la ciudad. La mayoría de sus emisiones se realizaron en años quinquenales, no acuñándose moneda durante ese intervalo de tiempo.

## Historia
Tras su derrota en la primera guerra púnica, la pérdida de sus posesiones ultramarinas y la gran amenaza que supuso la Guerra de los Mercenarios sensibilizó a las elites dominantes de Cartago acerca de la necesidad de procurarse una sólida dotación de recursos alternativos fuera de África. El territorio que cumplía tales requisitos era Hispania, produciéndose el desembarco de Amílcar Barca en Gades en el 237 a. C. Tras una primera fase de sometimiento de las antiguas factorías fenicias situadas en la costa mediterránea y atlántica, se emprende una segunda consistente en avanzar a través de la zona minera de Sierra Morena hasta el Levante ibérico. Es en este contexto y bajo el mandato de Asdrúbal el Bello, sucesor de Amílcar, cuando se produce la fundación de Qart Hadasht, en 228-227 a. C., la actual Cartagena.
Cartago Nova estaba situada en un lugar estratégico, con ricas minas de plata, campos de esparto, pesquerías y un magnífico puerto natural, el cual abrió una puerta exterior para comunicar de una manera más rápida y eficaz las regiones interiores con el resto de puertos del Mediterráneo. Por todo ello, Cartago Nova no tardará en protagonizar un papel económico, militar, político y cultural muy importante, así como a representar el símbolo del poderío cartaginés sobre Hispania. Se entiende, por tanto, sus importantes emisiones de moneda a finales del siglo III a. C. en el contexto de la segunda guerra púnica, las cuales fueron utilizadas masivamente para la financiación de los gastos militares del citado conflicto.
Los romanos desembarcan en Ampurias en el 218 a. C. para abrir un segundo frente en la retaguardia cartaginesa, una acción que si bien era arriesgada ante el avance de Aníbal en suelo italiano, a la postre se revelaría como decisiva. Tras un rotundo descalabro militar en 211 a. C., se envía a la península ibérica a Publio Cornelio Escipión en 210 a. C., el cual, en una audaz maniobra, sorprende al disperso y confiado ejército cartaginés y saquea el centro de su poder, Cartago Nova, en la primavera de 209 a. C., marcando un punto de inflexión en la contienda sobre suelo hispano y en la guerra en general. Desde entonces y hasta mediados del siglo I a. C., no volvió a acuñar moneda. Tanto la obtención del estatuto colonial como el reinicio de las acuñaciones son hechos que no han podido ser datados, si bien la época cesariana es la propuesta que se repite con mayor frecuencia.

## Producción
Atendiendo al volumen de riqueza emitida, Cartago Nova ocuparía el cuarto lugar entre todas las ciudades que acuñaron moneda en la península ibérica –solo superada por Caesaraugusta, Emerita y Tarraco–, a pesar de la circunstancia de que hasta 14 d. C. la mayor parte de sus acuñaciones consistieron en semises. Los datos nos permiten deducir que el taller estaría compuesto por un reducido número de personas, ya que los enlaces de cuños parecen demostrar el trabajo de un solo yunque y estaría activo, como máximo, un tiempo inferior a seis meses. De la emisión que se conocen más combinaciones de cuños es la XII, con 72 combinaciones en los ases y 46 en los semises. Transformando todos los cuños en ases, se ha estimado que la producción monetaria equivaldría al trabajo de 236.12 cuños, los cuales podrían haber emitido 2.361.200 monedas si consideramos que cada uno emitió 10.000 monedas o si se aplica las 30.000 monedas por cuño propuesta por Crawford, 7.083.600 monedas. La riqueza emitida podría cifrarse en 590.300-1.770.900 sestercios o 147.575-442.725 denarios. Aunque se trata de una de las cecas más productivas de Hispania, no constituye una excepción a la valoración general de que la riqueza acuñada por las ciudades hispanas debió ser muy pequeña.
Cartago Nova no emitió acuñaciones con letreros ibéricos, y en los latinos no aparece generalmente su nombre y cuando lo hace, es en forma abreviada C.V.I.N (Colonia Urbs Iulia Nova) o C.V.I.N.C (Colonia Urbs Iulia Nova Carthago). Copia sus tipos principalmente de los denarios romanos y en un principio las leyendas son cortas y distribuidas a capricho en ambas áreas de la moneda, para luego ir formando un círculo alrededor de los tipos hasta formar el tipo imperial completo. Otra característica de sus acuñaciones, ya apuntada, es que casi todas ellas fueron acuñadas por Ilviri quinquennales. Se carece de suficientes datos para relacionar sus acuñaciones con acontecimientos históricos concretos, solo la tipología de las primeras series podrían indicar un posible carácter conmemorativo; los tipos elegidos se inspiran o se relacionan con acontecimientos que no son fáciles de averiguar.

## Emisiones
A grandes rasgos se puede dividir sus emisiones en dos partes, la primera de transición y la segunda imperial. En la primera sólo acuña semises (con tipos varios) y cuadrantes (tipos simplificados o leyendas), mientras que en la segunda aparecen los ases y los cuadrantes presentan todos ellos los mismos tipos. En un análisis más detallado de su producción, Mª del Mar Llorens propone su división en XIX emisiones. Cartago Nova es quizás la ciudad que presenta más problemas para ordenar e identificar su producción monetaria anterior a Augusto (emisiones I- VII) por las repetidas ausencias del nombre de la ciudad en las monedas, lo que ha provocado que algunas de sus emisiones hayan sido atribuidas a otras cecas o que sea una ardua tarea justificar su atribución a Cartago Nova. Las emisiones IV-VII constituyen un grupo homogéneo ya que todas aluden a la fundación de la colonia y al asentamiento de veteranos en la ciudad. Las emisiones de Augusto (emisiones VIII- XV) persiste la ausencia de nombre de la ciudad, siendo necesario recurrir de nuevo a distintos criterios que completándose entre sí, permiten su atribución a esta ceca, por lo que los problemas de ordenación se repiten.
Durante el reinado de Tiberio (emisiones XVI-XVIII) las acuñaciones presentan como novedad la aparición del nombre de la ciudad y la incorporación, en mayor o menor medida, de referencias a la familia imperial, aludiendo a Augusto o a sus herederos. Su ordenación interna no presenta problemas, pero su datación absoluta sí, ya que al extenderse el reinado de Tiberio durante cuatro quinquenios, en uno de ellos la ciudad no acuñó moneda.
Bajo el reinado de Calígula se produce la última emisión del taller de Cartago Nova, la XIX, datada en 37-38 d. C., lo cual se inserta en un proceso generalizado de reducción de acuñaciones (hasta su desaparición) en la parte occidental del Imperio. Dentro de esta última emisión se acuñó un tipo particular, con retrato femenino en el reverso y con la leyenda SAL-AVG. Es posible que represente a Salus, una divinidad tutelar de la ciudad, pero no existe acuerdo entre los especialistas al respecto.